# Matinsilta
Matinsilta este o arie protejată (arie specială de conservare — SAC, sit de importanță comunitară — SCI) din Finlanda întinsă pe o suprafață de 14,3 ha, integral pe uscat.

## Localizare
Centrul sitului Matinsilta este situat la coordonatele 60°56′30″N 24°27′52″E / 60.9417°N 24.4644°E.

## Înființare
Situl Matinsilta a fost declarat sit de importanță comunitară în mai 2002 pentru a proteja un număr necunoscut de specii din flora spontană și fauna sălbatică aflate în arealul zonei. Situl a fost protejat și ca arie specială de conservare în aprilie 2015.

## Biodiversitate
Situată în ecoregiunea boreală, aria protejată nu include niciun habitat protejat.
La baza desemnării sitului se află un număr nedeclarat de specii protejate.